# Braco Koren
Franc »Braco« Koren, slovenski pevec zabavne in narodno-zabavne glasbe, * 1944, Jesenice.
Braco je sin prvega pevca Ansambla bratov Avsenik, Franca Korena. Bil je pevec Alpskega kvinteta, sedaj pa poje pri Hišnem ansamblu Avsenik.

## Uspešnice
- Ptica vrh Triglava
- U hribe gremo

## Nastopi na glasbenih festivalih

### Melodije morja in sonca
- 1978: Moj Piran (Vasja Matjan - I. Bogulin - Jože Privšek)
- 1979: Io non ci credo piu
- 1980: Včasih – nagrada strokovne žirije za najboljše besedilo